# Ponte S/A
A CCR Ponte (Ponte S/A, Concessionária da Ponte Rio-Niterói S/A) foi uma empresa brasileira que administrou a ponte Rio-Niterói de 1995 a 2015. O controle da empresa pertencia ao Grupo CCR. Na relicitação da concessão ocorrida em março de 2015, a CCR era considerada favorita por especialistas do mercado. Entretanto, sua proposta foi a menos competitiva, de R$ 4,24, o que significa deságio de 18,2%. Com a vitória da EcoPonte, nova concessionária pertencente ao grupo EcoRodovias, a CCR deixou de controlar as duas principais conexões entre Rio de Janeiro e Niterói, uma vez que ainda detém CCR Barcas, concessionária do serviço de transporte aquaviário.